# Hyagnis fruhstorferi
Hyagnis fruhstorferi là một loài bọ cánh cứng trong họ Cerambycidae.